# Bombus cerdanyensis
Bombus cerdanyensis es una especie de abejorro extinto de la familia Apidae conocido por un fósil encontrado en Europa.

## Descripción
El fósil de B. cerdanyensis es un adulto con una vista dorsal del cuerpo, ala delantera izquierda estirada. Le faltan la cabeza, las alas traseras y el ala delantera derecha. El ala izquierda es de 13,25 mm de largo; tiene una célula marginal y tres células submarginales.

## Historia y clasificación
Preservado en capas de roca blanda sedimentaria del Mioceno tardío. Cuando el holotipo fue estudiado formaba parte de una colección paleoentomológica del Museo Nacional de Historia Natural de Francia. Un equipo internacional de investigadores encabezado por Manuel Dehon de la Universidad de Mons (Université de Mons) de Bélgica. El trabajo fue publicado en PLOS ONE. El nombre específico cerdanyensis se refiere a Cerdaña, la localidad en España donde fue encontrado